# Instituto Ayrton Senna
Das Instituto Ayrton Senna ist eine philanthropische Einrichtung, die arme und bedürftige Kinder in Brasilien unterstützt. Unternehmenssitz ist São Paulos (Brasilien) nördlicher Stadtteil Pinheiros. Es ist die einzige von der UNESCO anerkannte private Institution.
Die Arbeit an diesem Projekt hatte zu Ayrton Sennas Lebzeiten begonnen. Zusammen mit seiner älteren Schwester Viviane Senna da Silva Lalli erarbeitete er 1994 ein Konzept, wie notleidenden Kindern in Brasilien geholfen werden könnte. Ziel war eine gemeinnützige Einrichtung, die das Straßenkinder-Problem in Brasilien an der Wurzel packt. Das Instituto wurde im selben Jahr nach dem Tod Sennas von dessen Familie gegründet.
Mittlerweile liegt der Schwerpunkt darin, das Konzept der hochwertigen schulischen Erziehung in Brasilien auszuweiten. Derzeit haben vier Bundesstaaten das Konzept umgesetzt. Nach Aussage von Viviane Senna da Silva Lalli ist die Arbeit mit dem Instituto die bestmögliche Art und Weise, das Andenken an ihren Bruder in Ehren zu halten.